# Boulevard de la Révolution
Le boulevard de la Révolution est une voie marseillaise située dans le 3e arrondissement de Marseille. 

## Situation et accès
Le boulevard démarre sur la place Placide-Caffo, au croisement avec la rue Loubon. Il longe de nombreuses habitations ainsi que quelques résidences privées par une légère descente et se termine au niveau de la rue Arnal, qui le prolonge jusqu’au boulevard de Plombières.
Le boulevard mesure 245 mètres de long pour 10 mètres de large.

## Origine du nom
Le nom de la voie rend hommage à un discours de Jules Guesde déclarant que « la Belle de Mai est le boulevard de la Révolution », en référence aux manifestation des cigarières lors de la Commune de Marseille de 1871. 

## Historique
Le boulevard prend sa dénomination actuelle par délibération du Conseil municipal du 6 juillet 1926, et est classé le 10 mars 1985.
Il s'appelait auparavant « boulevard Saint-Charles ».

## Bâtiments remarquables et lieux de mémoire
- Sur la place Placide-Caffo se trouve la paroisse de la Belle de Mai.